# چیره‌دست

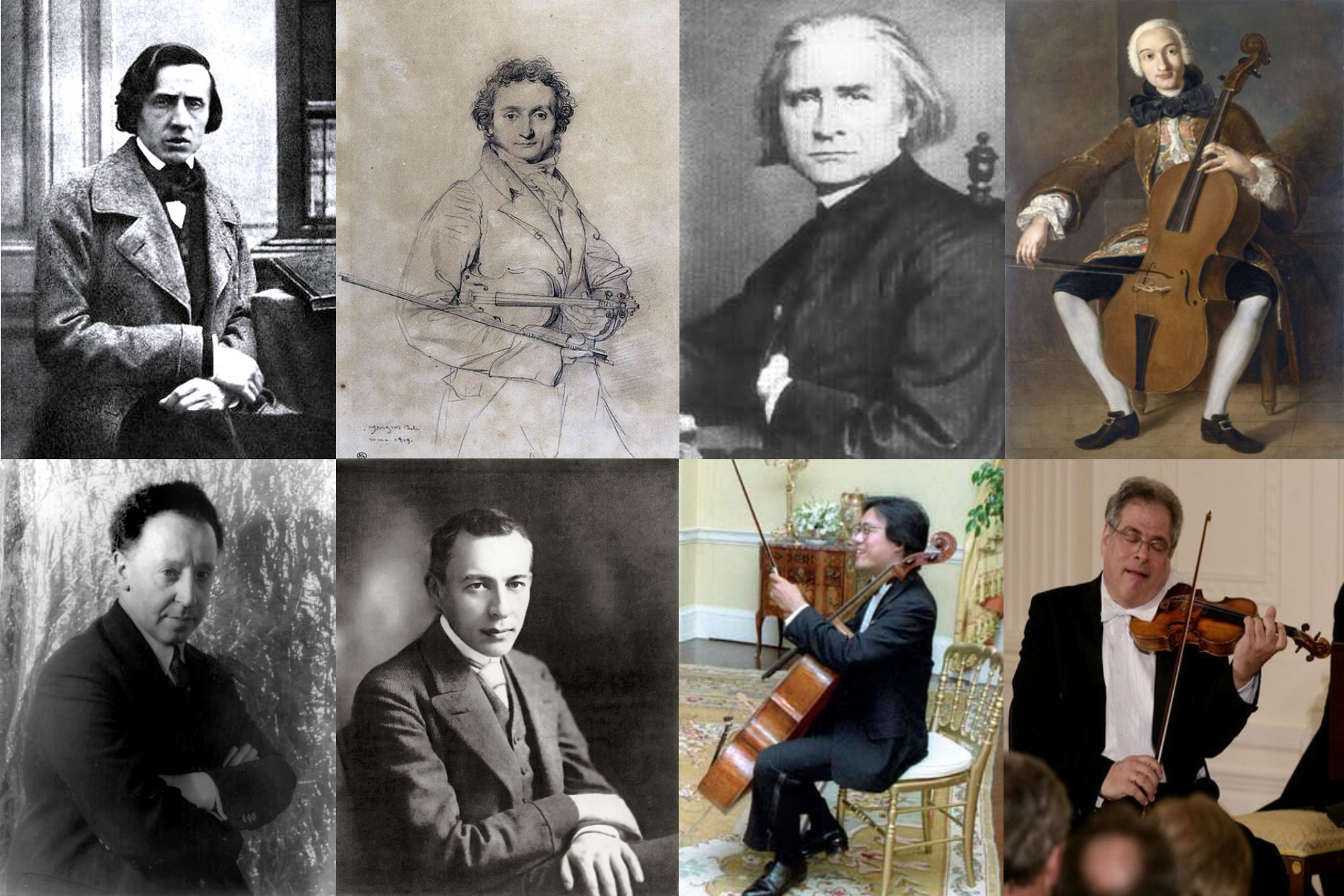
معروفترین چیره‌دستان: فردریک شوپن، نیکولو پاگانینی، فرانتس لیست، لوئیجی بوکرینی، آرتور روبینشتاین، سرگئی راخمانینف، یو-یو ما و ایتساک پرلمان.

چیره‌دست، خبره یا ویرچوزو (به انگلیسی: Virtuoso) فردی است دارای ویژگی‌های برجسته تکنیکی در رشته خاصی از هنر. در فرهنگ فارسی دهخدا و عمید به معنای هنرمند و ماهر آمده‌است در زبانهای لاتین این عنوان بیشتر برای هنرهای مرتبط با موسیقی مانند نوازندگی، آواز، آهنگسازی یا ترکیب اینها به کار می‌رود ولی دیده شده‌است که برای شخص ماهر در علم نیز استفاده شود. در زبان فارسی به هر هنرمند صاحب تکنیک برجسته گفته می‌شود، برای مثال محمود فرشچیان در مینیاتور چیره‌دست محسوب می‌گردد.

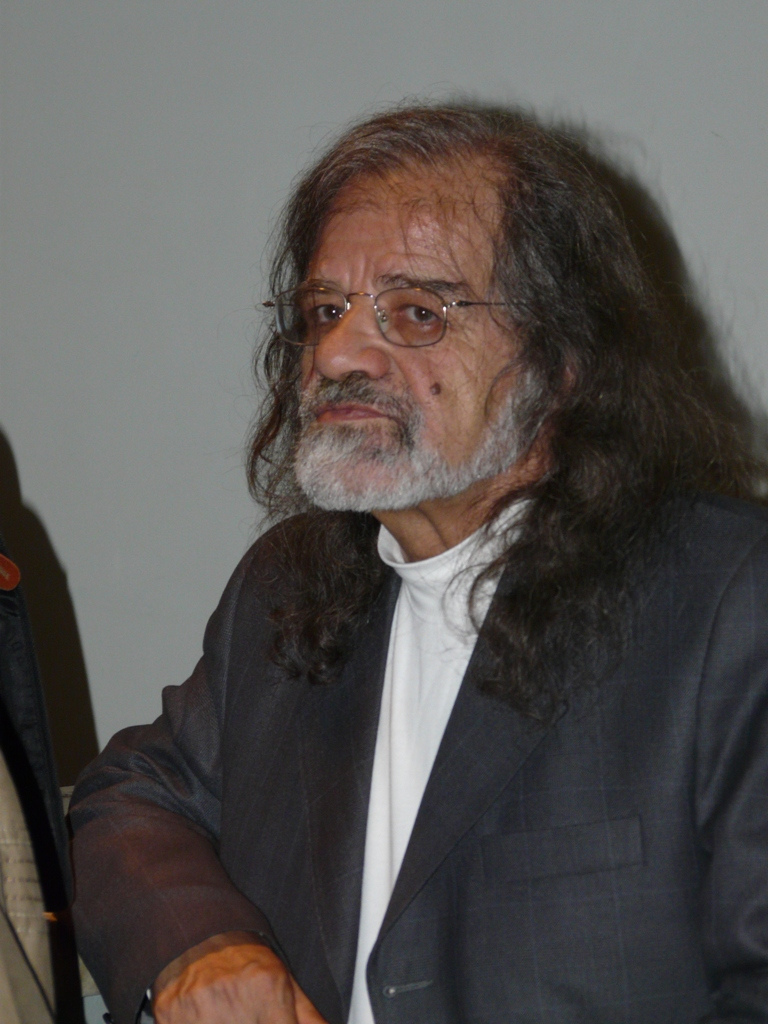
جلال ذوالفنون نوازنده ماهر سه تار و سازهای زهی سنتی